# With Me (chanson de Sum 41)
Cet article concerne la chanson de Sum 41. Pour la chanson de Destiny's Child avec Jermaine Dupri, voir With Me.
Singles de Sum 41
Walking Disaster
(2007) Always
(2008)
Pistes de Underclass Hero
"The Jester" "Pull The Curtain"
With Me est  le deuxième single du groupe de punk rock canadien Sum 41 tiré de leur 5e album studio, Underclass Hero (2007). La chanson est parue le 28 février 2008, soit près d'un an après le précédent single.
La première interprétation de With Me s'est faite en direct le 26 janvier 2008 à la Daytona International Speedway en Floride. Le 4 février, Sum 41 a annoncé qu'ils avaient réalisé la vidéo de With Me. La chanson n'a pas été publiée en tant que single CD mais en tant que téléchargement numérique. La chanson a figuré sur la publicité pour l'édition 2009 de la série More to Love sur Fox Channel.

## Clip Vidéo
La vidéo a été publiée sur le MySpace du groupe le 28 février, alors que le single en format numérique était disponible le jour même. Le groupe a annoncé que la vidéo a été tournée près de Toronto, en Ontario. Elle commence avec Deryck Whibley qui joue avec une guitare acoustique. Puis, on bascule sur une photo, puis sur la personne en train de la regarder, puis sur la personne présentée sur la photo qui elle-même en regarde une autre, etc. On voit ensuite le groupe au complet jouant dans une maison. Nous apprenons alors davantage sur les gens et pourquoi leurs photos sont si importants pour eux. Tout cela se révèle à eux au moment du second couplet.

## Liste des titres
1. With Me - 4:51
2. With Me (Live at the Orange) - 5:15
3. With Me (Clip) - 5:01